# Association sportive et culturelle Sonacos
Association sportive et culturelle Sonacos, anciennement Association sportive et culturelle Suneor est un club omnisports sénégalais basé à Diourbel.

## Historique
- 1941-1991 : SEIB (Société Électrique Industrielle du BAOL) Diourbel (pas sûr de la date exacte de création mais la SEIB existait en 1941)
- 1991-2006 : Sonacos
- 2006-???? : ASC Suneor

La société Sonacos a changé de raison sociale pour devenir Suneor du 1er janvier 2007 au 1er juillet 2016, le club a fait de même.

## Basket-ball
L'équipe masculine de basket-ball remporte le Championnat du Sénégal en 1988 et la Coupe du Sénégal en 1969.

## Football
Le SEIB Diourbel a été créé en 1941 

### Palmarès
- Championnat du Sénégal (4)
  - Champion : 1980, 1983, 1987, 1996
  - Vice-champion : 2002 et 1981
- Championnat du Sénégal D2 (1)
  - Champion :  2013[3]. 2022[4].
- Coupe du Sénégal (1)
  - Vainqueur : 2001
  - Finaliste : 1987 et 1999

- Tournoi du parlement (1)
  - Vainqueur : 2005